# Yefrosinia Zenkova
Yefrosinia Savelyevna Zenkova (en ruso: Ефросинья Савельевна Зенькова; 22 de diciembre de 1923 – 19 de abril de 1984) fue secretaria de la organización de resistencia clandestina del Komsomol apodada los «Jóvenes Vengadores» durante la Segunda Guerra Mundial. Después de la guerra, fue declarada Héroe de la Unión Soviética el 1 de julio de 1958 por decreto del Sóviet Supremo de la Unión Soviética.

## Biografía

### Infancia y juventud
Yefrosinia Zenkova nació el 22 de diciembre de 1923 en la pequeña localidad rural de Ushaly, gobernación de Vítebsk en la RSS de Bielorrusia (actualmente en el óblast de Vítebsk de Bielorrusia), en el seno de una familia de campesinos bielorrusos. Después de terminar la escuela secundaria, asistió a una escuela vocacional, antes de trabajar como costurera en una fábrica de ropa en Vítebsk. Más tarde comenzó a estudiar en la Escuela Técnica de Ropa local, pero el edificio de la escuela fue bombardeado por la Luftwaffe alemana el día de las evaluaciones de los estudiantes.

### Segunda Guerra Mundial
Después de la invasión alemana de la Unión Soviética en el verano de 1941, Zenkova trabajó inicialmente en actividades de defensa civil, rescatando a personas de edificios derrumbados y retirando proyectiles sin detonar de calles y tejados. Cuando la ciudad fue rodeada por fuerzas enemigas, no se fue de inmediato, ya que estaba ayudando a otras personas con la evacuación. Cuando trató de escapar de la ciudad hacia territorio controlado por los soviéticos, los alemanes la detuvieron, pero logró escapar de su custodia. Luego se escapó en un viaje de una semana al pequeño pueblo donde nació. Poco después de llegar a su ciudad natal de Ushaly, las fuerzas alemanas tomaron el control del área y comenzaron a apoderarse de las propiedades de los aldeanos, especialmente alimentos y ganado. Si bien ella quería unirse a las filas del destacamento partisano que lleva el nombre del mariscal Kliment Voroshílov, del cual su hermano, era miembro, pero en marzo de 1942 el comisario del destacamento le pidió que formara una célula del Komsomol cerca del cruce ferroviario de importancia estratégica en la localidad bielorrusa de Óbol (óblast de Vítebsk), a cinco kilómetros de Ushaly para proporcionarles información sobre las actividades militares alemanas en la zona. Zenkova estuvo de acuerdo y el comisario le dio una lista de personas para reclutar y folletos para difundir entre ellos. En ese momento ella solo tenía 18 años y muchos de los nuevos reclutas eran adolescentes aún más jóvenes, de hecho el miembro más joven tenía solo 15 años, el grupo llegó a ser conocido como los «Jóvenes Vengadores» (en ruso: Юные мстители). En agosto de 1943, una de las integrantes del grupo, Zinaída Portnova, de 17 años, consiguió trabajo en la cocina de un comedor alemán, y posteriormente envenenó la sopa que estaba preparando, matando a decenas de soldados enemigos.
Con el fin de espiar mejor las actividades en el cruce ferroviario de Óbol, Zenkova consiguió un trabajo como asistente de un contador en la estación y otro partisano, Nikolái Alekseyev, encontró trabajo como guardaespaldas de la estación. Cuando Alekseyev descubrió un cargamento de tanques en uno de los trenes, rápidamente transfirió la información por la cadena de mando a Moscú, y la Fuerza Aérea Soviética envió bombarderos para destruir el cargamento. Los propios partisanos también participaron directamente en el acopio de armas y el sabotaje, provocando la colisión de un tren lleno de tropas de las SS con un tren de reabastecimiento. Cuando a Zenkova se le proporcionaron minas magnéticas, encontró formas creativas de ocultarlas para la entrega, incluso horneando una barra de pan para evitar que la detectaran. Una mina que le había dado a un partisano fue colocada debajo del automóvil de un oficial de alto rango de las SS y terminó matándolo a él y a otros tres miembros de las SS que viajaban en el automóvil. También volaron una planta de energía, una fábrica de ladrillos, una estación de bombeo, una fábrica de procesamiento de lino y minaron una carretera, además de retirar trozos de vías de tren en áreas vitales. Después de que el grupo fuera traicionado por un miembro, se produjeron arrestos masivos; Zenkova sobrevivió porque estaba en Pólatsk cuando comenzaron los arrestos. Cuando regresó, Arkadi Barbashov le advirtió de lo que estaba sucediendo y los dos lograron escapar para unirse a la 6.º Brigada Partisana Lenin Sirotinsk. Como los alemanes no pudieron encontrar a Zenkova, arrestaron a su madre Marfa y la ejecutaron en lugar de su hija como una forma de castigo colectivo.

## Posguerra
Después de la guerra, Zenkova crio a los tres hijos de un pariente que había muerto en la guerra y se convirtió en miembro del Partido Comunista, en 1945. Como instructora en el Comité de Distrito de Komosmol, Zenkova ayudó en la reconstrucción de la ciudad que había sido gravemente dañada durante la guerra. En 1967 cambió de trabajo y trabajó en el centro de reclutamiento militar de la ciudad. Era una oradora pública popular, hablando en fábricas, escuelas y unidades militares. En 1958, recibió el título de Héroe de la Unión Soviética y en 1976 el de Ciudadana de Honor de Vítebsk. Murió el 19 de abril de 1984 a la edad de 60 años y fue enterrada en el cementerio de Mazuria de Vítebsk.

## Condecoraciones
A lo largo de su vida, Zenkova recibió las siguientes condecoraciones 
|  | Héroe de la Unión Soviética (N.º 11112; 1 de julio de 1958)                                     |
|  | Orden de Lenin (1 de julio de 1958)                                                             |
|  | Orden de la Estrella Roja (15 de agosto de 1944)                                                |
|  | Medalla por la Victoria sobre Alemania en la Gran Guerra Patria 1941-1945                       |
|  | Medalla Conmemorativa del 20.º Aniversario de la Victoria en la Gran Guerra Patria de 1941-1945 |
|  | Medalla Conmemorativa del 30.º Aniversario de la Victoria en la Gran Guerra Patria de 1941-1945 |

Además en 1976 fue nombrada «Ciudadana Honorífica de Vítebsk».